# Ali Tamposi
Ali Tamposi (* 17. November 1989 in West Palm Beach, Florida als Alexandra Leah Tamposi) ist eine US-amerikanische Songwriterin.

## Leben und Karriere
Ali Tamposi war Koautorin mehrerer internationaler Charthits, darunter Señorita (Shawn Mendes und Camila Cabello), Havana (Camila Cabello feat. Young Thug) oder auch Let Me Love You (DJ Snake feat Justin Bieber). Für Stronger (What Doesn’t Kill You) (Kelly Clarkson) erhielt sie 2011 ihre erste Grammy-Nominierung. Ihre Arbeit ist dabei nicht auf ein Genre begrenzt. Neben Kollaborationen mit Popmusikern, wie Miley Cyrus (Plastic Hearts) oder Rita Ora (unter anderem Anywhere), arbeitete sie auch mit 5 Seconds of Summer (unter anderem Youngblood), Nickelback (Feed the Machine) oder auch Ozzy Osbourne (Ordinary Man und Patient Number 9) zusammen.
Tamposi war 2014 Vocal Coach im Team von Simon Cowell in der letzten Staffel von X Factor (USA). Sie coachte das spätere Gewinnerpaar Alex & Sierra und arbeitete später mit ihnen an deren Debütalbum It’s about Us. 2016 schrieb Tamposi den Beitrag Australiens für den Junior Eurovision Song Contest mit.
Im Jahr 2025 wurde sie für ihre Mitarbeit an dem Song Kiss The Sky aus den Animationsfilm Der wilde Roboter gemeinsam mit unter anderem Maren Morris für den Golden Globe Award 2025 nominiert.
Im Mai 2023 gab sie via Instagram die Geburt eines Sohnes bekannt.

## Auszeichnungen und Nominierungen

### Auszeichnungen
- 2017: Spotify Secret Genius Award in der Kategorie Dance[7]
- 2018: Spotify Secret Genius Award in der Kategorie Songwriter des Jahres[8]
- 2019: Pop Award der BMI in der Kategorie Songwriter des Jahres (zusammen mit Andrew Watt)[9]

### Nominierungen
- 2013: nominiert für den Grammy in der Kategorie Song of the Year für Stronger (What Doesn't Kill You) (Kelly Clarkson)[10]
- 2022: nominiert für den Grammy in der Kategorie Album of the Year für Justice (Triple Chucks Deluxe) (Justin Bieber)
- 2023: nominiert für den Grammy in der Kategorie Rock Song of the Year für Patient Number 9 (Ozzy Osbourne)